# Hyporhamphus
Las agujetas, mediopicos o pajaritos del género Hyporhamphus son peces marinos de la familia hemiránfidos, distribuidos por las aguas superficiales asociados a arrecifes y estuarios de río.

## Hábitat
Son peces pelágicos marinos que habitan cerca de la superficie, cercanos a la costa junto a arrecifes y cerca de la vegetación. La mayoría de las especies son pescadas con cierta importancia comercial.

## Especies
Existen 41 especies válidas en este género:
- Hyporhamphus acutus acutus (Günther, 1872)
- Hyporhamphus acutus pacificus (Steindachner, 1900)
- Hyporhamphus affinis (Günther, 1866)
- Hyporhamphus australis (Steindachner, 1866)
- Hyporhamphus balinensis (Bleeker, 1858)
- Hyporhamphus brederi (Fernández-Yépez, 1948)
- Hyporhamphus capensis (Thominot, 1886)
- Hyporhamphus collettei (Banford, 2010)
- Hyporhamphus dussumieri (Valenciennes, 1847)
- Hyporhamphus erythrorinchus (Lesueur, 1821)
- Hyporhamphus gamberur (Rüppell, 1837)
- Hyporhamphus gernaerti (Valenciennes, 1847)
- Hyporhamphus gilli (Meek & Hildebrand, 1923)
- Hyporhamphus ihi (Phillipps, 1932)
- Hyporhamphus improvisus (Smith, 1933)
- Hyporhamphus intermedius (Cantor, 1842)
- Hyporhamphus kronei (Miranda Ribeiro, 1915)
- Hyporhamphus limbatus (Valenciennes, 1847)
- Hyporhamphus meeki (Banford & Collette, 1993)
- Hyporhamphus melanochir (Valenciennes, 1847)
- Hyporhamphus melanopterus (Collette & Parin, 1978)
- Hyporhamphus mexicanus (Álvarez, 1959)
- Hyporhamphus naos (Banford & Collette, 2001)
- Hyporhamphus neglectissimus (Parin, Collette & Shcherbachev, 1980)
- Hyporhamphus neglectus (Bleeker, 1866)
- Hyporhamphus paucirastris (Collette & Parin, 1978 )
- Hyporhamphus picarti (Valenciennes, 1847)
- Hyporhamphus quoyi (Valenciennes, 1847)
- Hyporhamphus regularis ardelio (Whitley, 1931)
- Hyporhamphus regularis regularis (Günther, 1866)
- Hyporhamphus roberti hildebrandi (Jordan & Evermann, 1927)
- Hyporhamphus roberti roberti (Valenciennes, 1847)
- Hyporhamphus rosae (Jordan & Gilbert, 1880)
- Hyporhamphus sajori (Temminck & Schlegel, 1846)
- Hyporhamphus sindensis (Regan, 1905)
- Hyporhamphus snyderi (Meek & Hildebrand, 1923)
- Hyporhamphus taiwanensis (Collette & Su, 1986)
- Hyporhamphus unicuspis (Collette & Parin, 1978)
- Hyporhamphus unifasciatus (Ranzani, 1841)
- Hyporhamphus xanthopterus (Valenciennes, 1847)
- Hyporhamphus yuri (Collette & Parin, 1978)